# Иванов, Сергей Викторович (физик)
Серге́й Ви́кторович Ивано́в (род. 24 июня 1960, Ленинград, СССР) — советский и российский учёный-физик, нанотехнолог, специалист в области полупроводниковых гетероструктур, низкоразмерных систем и молекулярно-пучковой эпитаксии. Доктор физико-математических наук, профессор. Директор Физико-технического института имени А. Ф. Иоффе РАН в Санкт-Петербурге. Член-корреспондент РАН с 2022 года.

## Биография
Родился в 1960 году.
Обучался в физико-математической школе № 239 гор. Ленинграда (выпуск 1977 г.). В 1983 году с отличием окончил Ленинградский электротехнический институт (ЛЭТИ) по кафедре оптоэлектроники, базовой для ФТИ.
Вся дальнейшая научная биография Иванова связана с Физико-техническим институтом (ФТИ) им. А. Ф. Иоффе, где он прошёл путь от стажера-исследователя до заведующего лабораторией квантово-размерных гетероструктур и группой молекулярно-пучковой эпитаксии. Там же, в ФТИ, защитил кандидатскую (1989) и докторскую (2000) диссертации.
Как эксперт многократно приглашался с визитами в университеты и научные центры Германии (суммарно провёл там 1 год), Японии (суммарно 2 мес) и других стран.
С октября 2018 года исполнял обязанности директора ФТИ. В мае 2019 года коллектив института избрал его на пост директора; 6 августа 2019 года официально вступил в должность. На следующих выборах в июне 2024 года был переизбран с убедительным отрывом от других претендентов. 
В июне 2022 года стал членом-корреспондентом РАН по Отделению физических наук.

## Научная деятельность
Иванов известен как специалист в сфере технологии молекулярно-лучевой эпитаксии и физики полупроводниковых гетероструктур (материалы АIIIВV, АIIВVI, АIII-нитриды).
Среди важнейших научных результатов, полученных при его участии:
- разработка новых эпитаксиальных технологий наногетероструктур АIIIВV и широкозонных соединений АIIВVI, структур с квантовыми точками (КТ) СdSe и магнитными полупроводниками;
- создание прототипов приборных структур: сверхнизкопороговых лазерных диодов с раздельным ограничением в системе AlGaAs, лазеров с КТ InSb и фотоприёмников среднего ИК диапазона в системе AlGaSbAs/InAsSb, светодиодов и лазеров среднего УФ диапазона на основе AlGaN, высокоэффективных сине-зелёных лазеров с электронно-лучевой накачкой и лазерных конвертеров на базе наноструктур СdSe/ZnSe, НЕМТ-транзисторов с каналом InAs;
- реализация оригинальной концепции интеграции нанослоёв соединений АIIIВV и АIIВVI, позволяющей расширить возможности конструирования опто-, микро- и спинэлектронных приборов нового поколения.

Соавтор свыше 800 опубликованных научных работ, в том числе 10 глав в монографиях и 9 патентов. Суммарно его работы были процитированы свыше 12000 раз, индекс Хирша — 39 (данные РИНЦ на начало 2024 года). Выступал на российских и международных конференциях, сделал более 40 приглашённых докладов.

## Премии и награды
Исследовательская деятельность учёного отмечена присуждением ряда премий в его институте, благодарностью президента РАН (1999), благодарностью губернатора Санкт-Петербурга (2020), медалью Минобрнауки РФ «За вклад в реализацию государственной политики в области технологического развития» (2021).
Лауреат премии Правительства Санкт-Петербурга за выдающиеся научные результаты в области науки и техники в 2020 году: в номинации нанотехнологии — премия им. Ж. И. Алфёрова за цикл приоритетных исследований физико-химических аспектов процесса молекулярно-пучковой эпитаксии полупроводниковых соединений A3B5 и A2B6, приведший к созданию эффективных квантоворазмерных наногетероструктур для элементной базы полупроводниковой оптоэлектроники и квантовой фотоники широкого спектрального диапазона.
В связи с 300-летием РАН в 2024 году был награждён медалью ордена «За заслуги перед Отечеством» II степени.

## Преподавание, оргработа
Как учёный-наставник Иванов подготовил 7 кандидатов физико-математических наук.
По совместительству, с 2004 года преподавал в двух вузах Санкт-Петербурга: читал курс по молекулярно-лучевой эпитаксии студентам Академического университета (СПбАУ), основанного Ж. И. Алфёровым, и своей альма-матер. Профессор. С 2020 года заведует базовой кафедрой ФТИ в НИУ ВШЭ-СПб.
Является членом диссоветов ФТИ и СПбГЭТУ «ЛЭТИ», входит в программные и координационные комитеты регулярных международных конференций по физике и технологии полупроводников, эксперт РФФИ и РНФ. Главный редактор журнала «Физика и техника полупроводников» (с 2023 года), член редколлегий журналов «Micro and Nanostructures» (до весны 2022 года журнал назывался «Superlattices and Microstructures») и «Physica Status Solidi».
В 2023 году вошёл в состав президиума новосозданного Санкт-Петербургского отделения (СПбО) РАН, с начала 2024 года возглавляет объединённый научный совет СПбО по естественным наукам, с 2025 года назначен одним из заместителей председателя СПбО.